# 라리사 윌슨
라리사 윌슨(Larissa Wilson, 1989년 5월 5일 ~ )는 잉글랜드의 배우이다. 《스킨스》에서 잘 페이저 역할로 잘 알려져 있다.

## 출연 작품
- 나는 네가 캠퍼스에서 한 일을 알고 있다 (2009)
- 스킨스 시즌2 (2008)
- 스킨스 시즌1 (2007)
- 홀비시티 시즌1 (1999)